# Turcja na Letnich Igrzyskach Olimpijskich 2000
Turcję na Letnich Igrzyskach Olimpijskich 2000 reprezentowało 57 zawodników, 42 mężczyzn i 15 kobiet.

## Zdobyte medale
| Medal | Zawodnik            | Dyscyplina           | Konkurencja                        |
| ----- | ------------------- | -------------------- | ---------------------------------- |
| Złoto | Hüseyin Özkan       | Judo                 | Waga półlekka (66 kg) mężczyźni    |
| Złoto | Halil Mutlu         | Podnoszenie ciężarów | Kategoria do 56 kg mężczyźni       |
| Złoto | Hamza Yerlikaya     | Zapasy               | Styl klasyczny, kategoria do 85 kg |
| Brąz  | Adem Bereket        | Zapasy               | Styl wolny, kategoria do 76 kg     |
| Brąz  | Hamide Bıkçın Tosun | Taekwondo            | Waga lekka (57 kg) kobiet          |